# Hermes

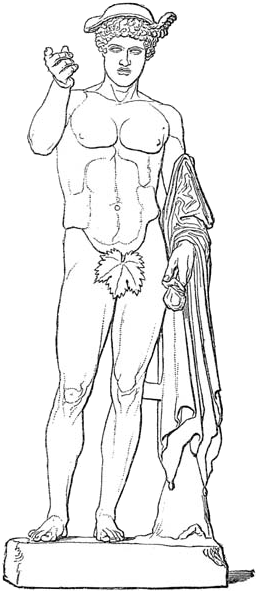
Hermes

Hermes (altgriechisch Ἑρμῆς Hermḗs, auch Ἑρμείας Hermeías, dorisch Ἑρμᾶς Hermás, neugriechisch Ερμής Ermís) ist in der griechischen Mythologie der Schutzgott des Verkehrs, der Reisenden, der Kaufleute und der Hirten, andererseits auch der Gott der Diebe, der Kunsthändler, der Rhetorik, der Gymnastik und somit auch der Palästra und der Magie. Als Götterbote verkündet er die Beschlüsse des Zeus und führt die Seelen der Verstorbenen in den Hades (Unterwelt). Er gehört zu den zwölf großen Olympischen Göttern.

## Etymologie und weitere Namen
Meist wird der Name auf das griechische Wort ἕρμα hérma, deutsch ‚Felsen‘, ‚Stein‘, ‚Ballast‘ zurückgeführt, das sich auf die Steinpfeiler am Rand griechischer Straßen beziehen soll, die zur Kennzeichnung heiliger Orte aufgestellt wurden. Aber auch eine Herkunft aus der Sprache der vorgriechischen Bevölkerung Arkadiens, wo die Herkunft seines Kultes angenommen wird, ist nicht ausgeschlossen.
Die römische Entsprechung zu Hermes ist der Gott Mercurius, dessen Name sich auf den Handel (lateinisch merces ‚Waren‘) bezieht. Die Etrusker identifizierten Hermes mit ihrem Gott Turms, der häufig als Bote und Vermittler bei mythologisch bedeutsamen Ereignissen über und unter der Erde anwesend war. Auch wurde Hermes (ähnlich einigen anderen griechischen Göttern) mit dem Gott Thot der ägyptischen Mythologie identifiziert. Als Hermes Trismegistos (Ἑρμῆς Τρισμέγιστος Hermḗs Trismégistos) galt Thot/Hermes als sagenhafter Verfasser zahlreicher philosophischer, astrologischer, magischer und alchemistischer Schriften. Die Neuplatoniker führten sogar die Schriften Pythagoras’ und Platons auf diesen Autor zurück. Auch der Gott Anubis, der in der ägyptischen Mythologie die Seelen Verstorbener ins Jenseits geleitet, wurde mit Hermes identifiziert.
Zu den Epitheta des Gottes zählt Argeiphontes (Ἀργεϊφόντης Argeïphóntēs, deutsch ‚Argostöter‘), was ihn als Bezwinger des Riesen Argos aus der Io-Sage kennzeichnet. Die Beinamen Psychagogos (ψυχαγωγός psychagōgós), Psychopompos (ψυχοπομπός psychopompós) und Nekropompos (νεκροπομπός nekropompós) – „Seelen-“ oder „Totenführer“ – beziehen sich auf seine Funktion als Todesboten, und Atlantiadēs (Ἀτλαντιάδης Atlantiádēs) weist auf seinen Großvater Atlas hin. Kyllenios (Κυλλήνιος Kyllḗnios) und Arkas (Ἀρκάς Arkás) erinnern an seinen Geburtsort Kyllene im Nordosten Arkadiens.
Hermes galt als „Überbringer der Träume“ (ἡγήτωρ ὀνείρων hēgḗtōr oneírōn) und Glücksbringer (πλουτοδότης ploutodótēs, wörtlich „Bringer des Reichtums“); seine Zuständigkeit für den Handel umschreiben die Epitheta „der den Verkehr Betreffende“ (ἐμπολαῖος empolaíos), „Einfuhrhändler“ (παλιγκάπηλος palinkápēlos), „der den Profit Bestimmende“ (κερδέμπορος kerdémporos) oder „der zum Markt Gehörige“ (ἀγοραῖος agoraíos). Außerdem wurde er als „Hundebezwinger“ (κυνάγχης kynánchēs, eigentlich „Hundewürger“) betitelt.

## Sagen um Hermes

### Geburt und Kindheit

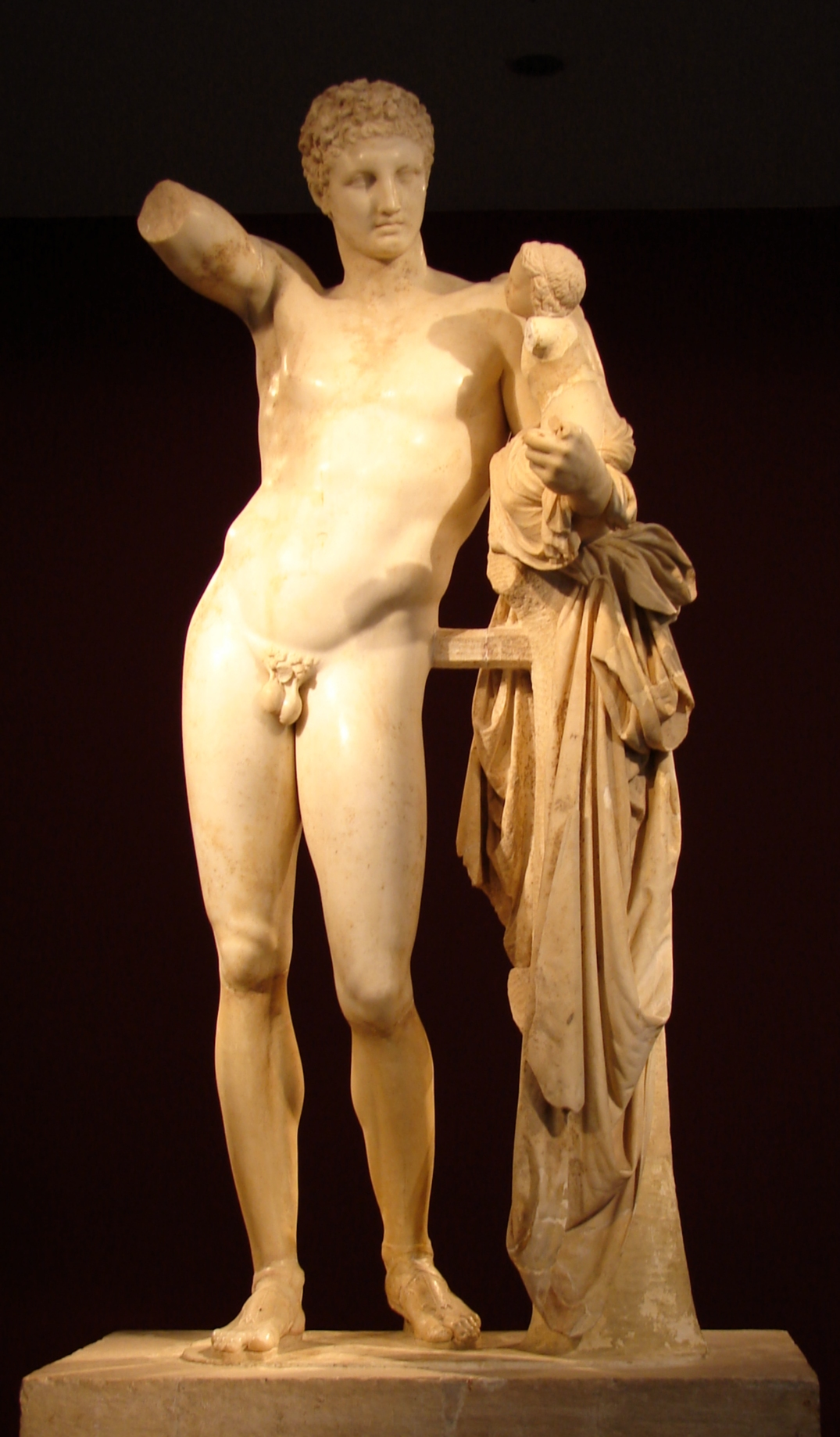
Hermes mit Dionysos-Kind, spätklassische Darstellung des Praxiteles

Hermes ist der Sohn des Zeus und der Pleiade Maia, einer Tochter des Atlas. Als Geburtsort gilt in den meisten Quellen der Berg Kyllēnē in Arkadien, aber auch die Gegend um den Berg Olymp wird genannt. Schon als Kleinkind wird Hermes als verschlagen und listig geschildert:

„Noch am Tag seiner Geburt verließ er die Höhle seiner Mutter und tötete eine Schildkröte, die er als Resonanzkörper benutzte und so die Leier erfand. Noch am selben Tag begab er sich nach Pierien. Auf dem Weg dorthin stahl er 50 Rinder des Apollon und verwischte seine Spuren, indem er aus Zweigen eine Art Schneeschuhe flocht. Zwei der Rinder schlachtete er und zerlegte sie nach dem Opferritus. Zurück am Kyllene schlüpfte er wieder in seine Wiege. Ein Winzer hatte jedoch Apollon über den Viehdieb aufgeklärt. Als dieser am darauffolgenden Tag bei Maia ankam, stellte sich Hermes dumm und argumentierte, er sei viel zu jung, um überhaupt zu wissen, was eine Kuh sei. Doch Apollon brachte Hermes vor Zeus. Hermes verteidigt sich mit allerlei Lügen und stahl seinem Bruder bei dieser Verhandlung Bogen und Köcher. Zeus entschied, Hermes müsse die Rinder Apollon zurückgeben. Da zog Hermes die Schildkrötenleier hervor, sang zum Spiel darauf ein Lied und bot sie Apollon als Gegenwert für die fünfzig Rinder dar. Der Bruder akzeptierte und Hermes war wieder im Besitz der Rinder. Nun erfand er die Syrinx. Um auch diese zu erhalten, gab Apollon dem Bruder seinen goldenen Hirtenstab, der Hermes als Heroldsstab fortan als Boten der Götter kennzeichnen sollte. Doch wollte er für den Tausch gegen die Syrinx zudem in die Kunst der Weissagung eingeweiht werden, was ihm Apollon insofern gewährte, als er ihn im Weissagen aus Losen unterwies.“

Nach einer anderen Version erhielt Hermes den Heroldsstab von Zeus, der ihn damit zu seinem Boten ernannte.

### Weitere Erfindungen des Hermes
Von den Thrien soll Hermes die Kunst der Weissagung aus dem Werfen von Kieselsteinen in eine Urne erlernt haben. Als seine eigene Erfindung gilt das Würfelspiel und die Weissagung hieraus. Ihm wurde zusammen mit den Moiren die Entwicklung des griechischen Alphabets zugeschrieben, außerdem die Erfindung von Astronomie, der Tonleiter, der Sportarten Boxen und Turnen, der Gewichte und Maße sowie die Kultur des Ölbaums.

### Geliebte und Nachkommen
Zahlreiche Nymphen wie Karmentis, Sose, Tanagra zählten ebenso zu seinen Geliebten wie der Arkadier Krokos oder Amphion, der König von Theben. Als Mutter von Hermes’ Sohn Pan wurden Dryope, Penelope, Persephone oder die Ziege Amaltheia genannt, andere hielten Zeus oder Kronos für dessen Vater. Zusammen mit Aphrodite wurde ihm die Elternschaft des Zwitterwesens Hermaphroditos zugeschrieben.
Als sterbliche Söhne des Hermes galten Daphnis, der Erfinder der Hirtendichtung, der aus der Verbindung mit einer Nymphe hervorgegangen war, die mit der Sterblichen Antianeira gezeugten Argonauten Eurytos und Echion, Herold der Argonauten und Teilnehmer am Trojanischen Krieg, ferner Herakles’ Liebling Abderos und der berühmte Dieb Autolykos, den ihm Chione gebar.

## Bedeutung

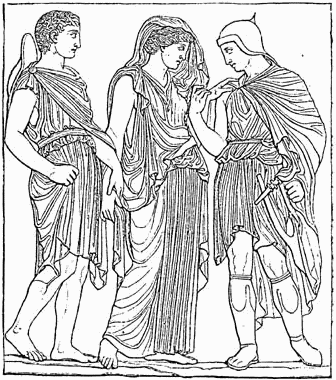
Hermes, Eurydike und Orpheus (Relief in der Villa Albani, Rom)

Hermes ist einer der Götter, deren Kult sich am weitesten zurückverfolgen lässt. Der Mythologie nach ist er der Götterbote, der die Botschaft der Götter den Sterblichen überbringt und sie dabei auch übersetzt. Seine Botschaften sind damit also keine bloßen Mitteilungen, sondern fordern Einsicht und Verständnis. Deshalb wird die Wissenschaft vom „Erklären und Verstehen“ auch als Hermeneutik bezeichnet. Hermes kann sich als Götterbote schneller bewegen als das Licht. Dies ermöglichen ihm kleine Flügel, von denen sich je zwei an jedem seiner Stiefel befinden. Bevor Hermes geboren wurde, war Iris als Götterbotin tätig.

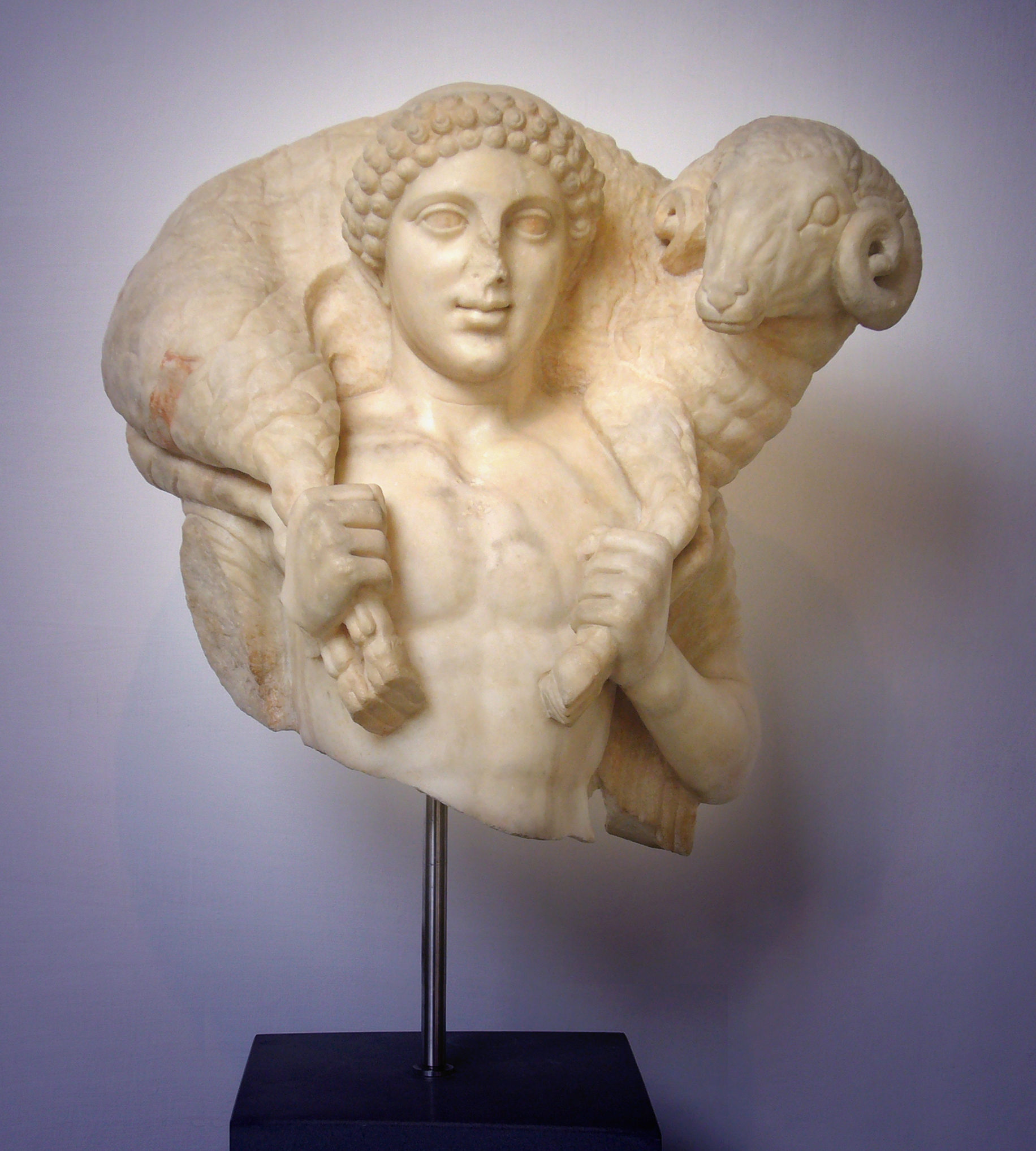
Hermes Kriophoros spätrömische Marmorkopie des Kriophoros von Kalamis, Museo Barracco, Rom

Hermes war wie andere antike Götter (Mithras, Horus/Anubis) auch ein Hirtengott. So hatte er sowohl weltliche als auch metaphysische Aufgaben: Als Bote des Zeus war er ultimativer Gesetzgeber und höchste weltliche Autorität, als Psychopompos („Seelenführer“) beschützte er die Seelen der Verstorbenen auf ihrem Weg zum Totengericht.
Hirtengottheiten wurden oft als Tierträger dargestellt, im Fall des Hermes als kriophoros (Widderträger).
Die Form des Hirtengottes oder Tierträgers hat zwei Bedeutungen:
- Aus weltlicher Sicht soll sie den fürsorgenden Herrscher symbolisieren, der von einem bestimmten Gott oder mehreren Göttern geleitet wird
- Aus metaphysischer Sicht symbolisiert das Tragen eines Tieres aus der Herde die Funktion des Seelenführers nach dem Tod, das getragene Tier symbolisiert die Seele des verstorbenen Lebewesens. In der griechischen Mythologie ‚tragen‘ Hermes und Charon die Seelen der Verstorbenen über den Styx, in der ägyptischen Mythologie ‚tragen‘ Anubis und Thot die Seelen der Verstorbenen über den Eridanos. Anubis hat außerdem eine wichtige Rolle beim Altägyptischen Totengericht.[4]

## Darstellung
Bei den Griechen wurde Hermes meist jugendlich und bartlos, mit einem breitkrempigen Hut (πέτασος pétasos), später einem geflügelten Helm, geflügelten Schuhen oder geflügelten Schultern und dem zaubermächtigen goldenen Hermesstab (κηρύκειον kērýkeion, lateinisch caduceus) dargestellt. Mit diesem kann Hermes einschläfern und  Träume bewirken; der Stab ist eines seiner Attribute. Neben dem Stab, der von zwei einander anblickenden Schlangen umwunden ist, hält er auf römischen Darstellungen meistens einen Geldbeutel.
Er wird auch manchmal mit einer Schildkröte oder mit einem Widder dargestellt. Sofern die Abbildung einen bärtigen Hermes zeigt, ist der Bart spitz und nach vorne gekrümmt. Man sieht Hermes auch mit einer Sichel, mit Pfeife und Degen oder als Hirte mit Rind. Der Hut wird auch halb schwarz, halb weiß dargestellt, manchmal trägt er auch den Panzer der Schildkröte als Helm auf seinem Kopf.

## Römische Mythologie
In Ovids Metamorphosen nehmen Philemon und Baucis den unerkannt auf die Erde gestiegenen Mercurius auf.

## Hermes in der griechisch-römischen Philosophie
In der Philosophie der Antike wurde Hermes mit dem Logos identifiziert und als die von den Göttern gesandte menschliche Vernunft gedeutet.

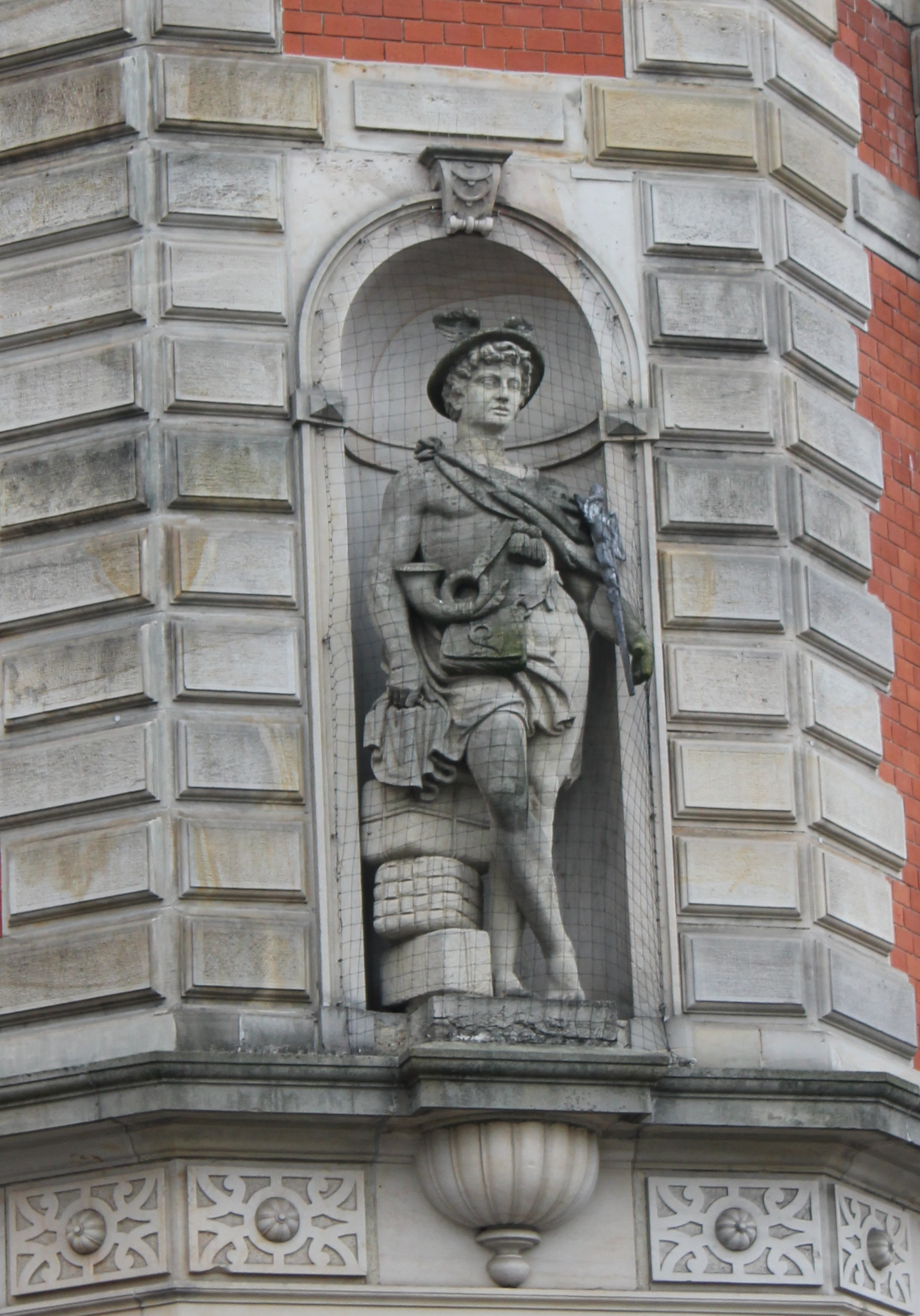
Hermes als Postbote am alten Postgebäude in Flensburg

## Wirkung nach der Antike
Als Gott der Wissenschaften ist Hermes eng mit der Chemie und besonders der Alchemie verbunden. Ein Gefäß so abzuschließen, dass nichts hinein und heraus kann, nannten die Alchemisten es „mit dem Siegel des Hermes“ [cum sigillo hermetis] verschließen, woher das heutige Wort hermetisch stammt.
Durch seine enge Verbindung zur Alchemie wird Hermes in vielen Quellen in die Nähe der Zauberkunst gerückt und auch als Gott der Magier, Gaukler und Diebe gesehen, eben als eine Art „schelmischer Tunichtgut“ (Trickster). Da seine Botschaften und Künste immer nur dem einen echten Nutzen bringen, der sie wirklich versteht, steht so mancher, der sich mit Hermes einlässt, am Ende auch mal sehr unwissend da.